# ديان كاران
ديان كاران (بالمجرية: Dejan Karan) (بالسيريلية الصربية: Дејан Каран) هو لاعب كرة قدم مجري وصربي في مركز الدفاع، ولد في 13 أغسطس 1988 في نوفي ساد في صربيا. شارك مع منتخب صربيا تحت 21 سنة لكرة القدم. أما مع النوادي، فقد لعب مع ملادوست بودغوريتسا ونادي تيرانا ونادي فويفودينا ونادي كيكسكيميت.

## وصلات خارجية
- ديان كاران على موقع اتحاد المجر (الهنغارية)
- ديان كاران على موقع قاعدة بيانات كرة القدم.إي يو (الإنجليزية)
- ديان كاران على موقع Soccerway.com (الإنجليزية)
- ديان كاران على موقع عالم كرة القدم.نت (الإنجليزية)

{{شريط تصفح تشكيلة فريق كرة قدم
|الاسم=
|اسم الفريق= نادي ديوسجوري
|القائمة=
- 1 Bánhegyi
- 3 Csaba Szatmári (footballer, born 1994) [الإنجليزية]‏
- 5 Ákos Kecskés [الإنجليزية]‏
- 4 لوند
- 6 Bence Bárdos [الإنجليزية]‏
- 7 أكولتاس
- 8 شابونييتش
- 9 Máté Sajbán [الإنجليزية]‏
- 10 Jurek
- 11 غيرا
- 15 Siniša Saničanin [الإنجليزية]‏
- 16 Komlósi
- 20 Ágoston Bényei [الإنجليزية]‏
- 21 Babós
- 22 Szilárd Bokros [الإنجليزية]‏
- 24 Ante Roguljić [الإنجليزية]‏
- 25 Gergő Holdampf [الإنجليزية]‏ ()

{{لاعب تشكيلة فريق كرة قدم|الرقم=29|الاسم=Bacsa
- 30 Karlo Sentić [الإنجليزية]‏
- 31 Megyeri
- 44 ايسيتي
- 47 Márk Mucsányi [الإنجليزية]‏
- 50 فاليجو
- 70 Demeter
- 74 Babos
- 75 Lipóczi
- 85 Szakos
- 88 Mi. Mucsányi
- 93 Márk Tamás [الإنجليزية]‏
- 94 Rudi Požeg Vancaš [الإنجليزية]‏
- مدرب: Vladimir Radenković [الإنجليزية]‏